# Nederlands Instituut voor Militaire Historie
Het Nederlands Instituut voor Militaire Historie is een instituut van het Nederlandse Ministerie van Defensie dat zich bezighoudt met krijgsgeschiedenis.
Het instituut heeft tot taak het onderzoek doen naar en onderwijs geven over de Nederlandse militaire historie. Dit gebeurt onder andere op de Koninklijke Militaire Academie. Daarnaast geeft het instituut militair-historische adviezen aan de defensie-organisatie en verzorgt publicaties op militair-historisch gebied. Ook heeft het instituut een belangrijke taak op het gebied van het vastleggen van de gebeurtenissen tijdens de huidige operaties van de Nederlandse krijgsmacht. Verder beheert het NIMH een unieke militair-historische collectie en maakt deze toegankelijk voor een breed publiek.
Het instituut ontstond op 1 juli 2005 door een fusie van de militair-historische diensten van de krijgsmachtdelen: het Instituut Militaire Geschiedenis (de voormalige Sectie Militaire Geschiedenis) van de Koninklijke Landmacht, de Sectie Luchtmachthistorie van de Koninklijke Luchtmacht, het Instituut voor Maritieme Historie van de Koninklijke Marine en het Bureau Marechausseehistorie van de Koninklijke Marechaussee.
Het Nederlands Instituut voor Militaire Historie maakt samen met de Koninklijke Militaire Academie, het Koninklijk Instituut voor de Marine, de Faculteit Militaire Wetenschappen, het Instituut Defensie Leergangen en de Leergang Topmanagement Defensie deel uit van de Nederlandse Defensie Academie.
Het instituut bestaat uit een Afdeling Wetenschappelijk Onderzoek (WO), een Afdeling Operationele Dienstverlening (OD) en een Afdeling Publieksinformatie en Collecties (PI&C). Directeur is Ben Schoenmaker.